# Sixième circonscription du Var
La sixième circonscription du Var est l'une des 8 circonscriptions législatives françaises que compte le département du Var (83) situé en région Provence-Alpes-Côte d'Azur.

## Description géographique et démographique

### À compter de 2015
La sixième circonscription du Var a été modifiée par le décret n° 2014-270 du 27 février 2014 portant délimitation des cantons dans le département du Var.
Elle regroupe désormais les divisions administratives suivantes :
- Canton de Brignoles
- Canton de Garéoult
- Canton de Saint-Cyr-sur-Mer
- Canton de Saint-Maximin-la-Sainte-Baume
- et la commune de Cuers, bien que se trouvant dans le canton de Solliès-Pont (même décret).

| Nom                           | Code Insee | Intercommunalité                   | Superficie (km2) | Population (dernière pop. légale) | Densité (hab./km2) |
| ----------------------------- | ---------- | ---------------------------------- | ---------------- | --------------------------------- | ------------------ |
| Brignoles                     | 83023      | CA de la Provence Verte            | 70,53            | 17 846 (2022)                     | 253                |
| Camps-la-Source               | 83030      | CA de la Provence Verte            | 22,47            | 1 920 (2022)                      | 85                 |
| Carnoules                     | 83033      | CC Cœur du Var                     | 25,49            | 4 120 (2022)                      | 162                |
| Cuers                         | 83049      | CC Méditerranée Porte des Maures   | 50,53            | 12 841 (2022)                     | 254                |
| Forcalqueiret                 | 83059      | CA de la Provence Verte            | 10,33            | 3 353 (2022)                      | 325                |
| Garéoult                      | 83064      | CA de la Provence Verte            | 15,75            | 5 579 (2022)                      | 354                |
| La Cadière-d'Azur             | 83027      | CA Sud Sainte Baume                | 37,42            | 5 657 (2022)                      | 151                |
| La Celle                      | 83037      | CA de la Provence Verte            | 21               | 1 647 (2022)                      | 78                 |
| La Roquebrussanne             | 83108      | CA de la Provence Verte            | 37,05            | 2 199 (2022)                      | 59                 |
| Le Beausset                   | 83016      | CA Sud Sainte Baume                | 35,95            | 10 098 (2022)                     | 281                |
| Le Castellet                  | 83035      | CA Sud Sainte Baume                | 44,77            | 5 992 (2022)                      | 134                |
| Mazaugues                     | 83076      | CA de la Provence Verte            | 53,79            | 894 (2022)                        | 17                 |
| Méounes-lès-Montrieux         | 83077      | CA de la Provence Verte            | 40,92            | 2 260 (2022)                      | 55                 |
| Nans-les-Pins                 | 83087      | CA de la Provence Verte            | 47,99            | 5 090 (2022)                      | 106                |
| Néoules                       | 83088      | CA de la Provence Verte            | 25,08            | 2 956 (2022)                      | 118                |
| Ollières                      | 83089      | CA de la Provence Verte            | 39,66            | 638 (2022)                        | 16                 |
| Pierrefeu-du-Var              | 83091      | CC Méditerranée Porte des Maures   | 58,36            | 6 084 (2022)                      | 104                |
| Plan-d'Aups-Sainte-Baume      | 83093      | CA de la Provence Verte            | 24,91            | 2 430 (2022)                      | 98                 |
| Pourcieux                     | 83096      | CA de la Provence Verte            | 21,23            | 1 564 (2022)                      | 74                 |
| Pourrières                    | 83097      | CA de la Provence Verte            | 56,32            | 5 620 (2022)                      | 100                |
| Puget-Ville                   | 83100      | CC Cœur du Var                     | 36,83            | 4 568 (2022)                      | 124                |
| Riboux                        | 83105      | CA Sud Sainte Baume                | 13,48            | 51 (2022)                         | 3,8                |
| Rocbaron                      | 83106      | CA de la Provence Verte            | 20,28            | 5 489 (2022)                      | 271                |
| Rougiers                      | 83110      | CA de la Provence Verte            | 20,53            | 1 700 (2022)                      | 83                 |
| Saint-Cyr-sur-Mer             | 83112      | CA Sud Sainte Baume                | 21,15            | 11 668 (2022)                     | 552                |
| Saint-Maximin-la-Sainte-Baume | 83116      | CA de la Provence Verte            | 64,13            | 17 691 (2022)                     | 276                |
| Saint-Zacharie                | 83120      | Métropole d'Aix-Marseille-Provence | 27,02            | 5 877 (2022)                      | 218                |
| Sainte-Anastasie-sur-Issole   | 83111      | CA de la Provence Verte            | 10,71            | 2 138 (2022)                      | 200                |
| Signes                        | 83127      | CA Sud Sainte Baume                | 133,1            | 3 126 (2022)                      | 23                 |
| Tourves                       | 83140      | CA de la Provence Verte            | 65,62            | 5 220 (2022)                      | 80                 |
| Le Val                        | 83143      | CA de la Provence Verte            | 39,34            | 4 257 (2022)                      | 108                |
| Vins-sur-Caramy               | 83151      | CA de la Provence Verte            | 16,3             | 936 (2022)                        | 57                 |

D'après le recensement général de la population en 2022, réalisé par l'Institut national de la statistique et des études économiques (INSEE), la population totale de cette circonscription est estimée à 161 509 habitants,.

## Historique des députations
| Législature | Début de mandat | Fin de mandat  | Député                                                        | Parti politique | Observations                                                                           |
| ----------- | --------------- | -------------- | ------------------------------------------------------------- | --------------- | -------------------------------------------------------------------------------------- |
| IXe         | 23 juin 1988    | 1er avril 1993 | Hubert Falco                                                  | UDF             |                                                                                        |
| Xe          | 2 avril 1993    | 21 avril 1997  | Hubert Falco jusqu'au 23 septembre 1995 puis Maurice Janetti, | UDF puis PS,    | Mandat écourté à la suite d'une dissolution parlementaire décidée par Jacques Chirac.  |
| XIe         | 12 juin 1997    | 18 juin 2002   | Maurice Janetti jusqu'au 22 juillet 1999 puis Guy Menut,      | PS,             |                                                                                        |
| XIIe        | 19 juin 2002    | 19 juin 2007   | Josette Pons,                                                 | UMP,            | Vice-présidente du conseil général du Var (Canton du Beausset)                         |
| XIIIe       | 20 juin 2007    | 19 juin 2012   | Josette Pons                                                  | UMP             | Vice-présidente du conseil général du Var (Canton du Beausset)                         |
| XIVe        | 20 juin 2012    | 20 juin 2017   | Josette Pons                                                  | UMP             | Vice-présidente du conseil général du Var (Canton du Beausset)                         |
| XVe         | 21 juin 2017    | 21 juin 2022   | Valérie Gomez-Bassac                                          | REM             | Membre de la Commission des Affaires culturelles et de l'Éducation                     |
| XVIe        | 22 juin 2022    | 9 juin 2024    | Frank Giletti                                                 | RN              | Mandat écourté à la suite d'une dissolution parlementaire décidée par Emmanuel Macron. |

## Historique des élections

### Élections de 1988
| Candidat       | Candidat                | Parti          | Premier tour | Premier tour | Second tour | Second tour |  |
| Candidat       | Candidat                | Parti          | Voix         | %            | Voix        | %           |  |
| -------------- | ----------------------- | -------------- | ------------ | ------------ | ----------- | ----------- |  |
|                | Maurice Janetti sortant | PS             | 23 198       | 33,95        | 35 886      | 48,24       |  |
|                | Hubert Falco élu        | UDF (PR) (URC) | 23 036       | 33,71        | 38 497      | 51,76       |  |
|                | Yves Rigord             | FN             | 12 833       | 18,78        | Retrait     | Retrait     |  |
|                | Guy Guigou              | PCF            | 9 262        | 13,56        |             |             |  |
|                |                         |                |              |              |             |             |  |
| Inscrits       | Inscrits                | Inscrits       | 99 057       | 100,00       | 99 045      | 100,00      |  |
| Abstentions    | Abstentions             | Abstentions    | 29 640       | 29,92        | 22 703      | 22,92       |  |
| Votants        | Votants                 | Votants        | 69 417       | 70,08        | 76 342      | 77,08       |  |
| Blancs et nuls | Blancs et nuls          | Blancs et nuls | 1 088        | 1,57         | 1 959       | 2,57        |  |
| Exprimés       | Exprimés                | Exprimés       | 68 329       | 98,43        | 74 383      | 97,43       |  |

Le suppléant d'Hubert Falco était Bruno Aycard, RPR, chirurgien dentiste, maire de Belgentier.

### Élections de 1993
| Candidat       | Candidat                   | Parti          | Premier tour | Premier tour | Second tour | Second tour |  |
| Candidat       | Candidat                   | Parti          | Voix         | %            | Voix        | %           |  |
| -------------- | -------------------------- | -------------- | ------------ | ------------ | ----------- | ----------- |  |
|                | Hubert Falco sortant réélu | UDF (PR)       | 32 621       | 43,36        | 43 382      | 71,57       |  |
|                | Monique Lesieur            | FN             | 14 238       | 18,92        | 17 231      | 28,43       |  |
|                | Maurice Janetti            | PS (ADFP)      | 10 351       | 13,76        |             |             |  |
|                | Guy Guigou                 | PCF            | 9 874        | 13,12        |             |             |  |
|                | Gérard Dauvergne           | Les Verts (EÉ) | 5 895        | 7,84         |             |             |  |
|                | Jean-Pierre Coudert        | UÉD            | 1 245        | 1,65         |             |             |  |
|                | Roger Klein                | LT-LNÉ         | 614          | 0,82         |             |             |  |
|                | Jacques Bastide            | UDI            | 399          | 0,53         |             |             |  |
|                |                            |                |              |              |             |             |  |
| Inscrits       | Inscrits                   | Inscrits       | 111 615      | 100,00       | 111 610     | 100,00      |  |
| Abstentions    | Abstentions                | Abstentions    | 32 628       | 29,23        | 37 494      | 33,59       |  |
| Votants        | Votants                    | Votants        | 78 987       | 70,77        | 74 116      | 66,41       |  |
| Blancs et nuls | Blancs et nuls             | Blancs et nuls | 3 750        | 4,75         | 13 503      | 18,22       |  |
| Exprimés       | Exprimés                   | Exprimés       | 75 237       | 95,25        | 60 613      | 81,78       |  |

Le suppléant d'Hubert Falco était Bruno Aycard.

### Élections de 1997
| Candidat       | Candidat            | Parti          | Premier tour | Premier tour | Second tour | Second tour |  |
| Candidat       | Candidat            | Parti          | Voix         | %            | Voix        | %           |  |
| -------------- | ------------------- | -------------- | ------------ | ------------ | ----------- | ----------- |  |
|                | Josette Pons        | UDF (PR)       | 22 662       | 29,04        | 34 516      | 40,46       |  |
|                | Maurice Janetti élu | PS             | 18 151       | 23,26        | 35 566      | 41,69       |  |
|                | Jacques Tudury      | FN             | 17 470       | 22,39        | 15 222      | 17,84       |  |
|                | Guy Guigou          | PCF            | 12 107       | 15,52        |             |             |  |
|                | Arlette Aude        | LDI (MPF)      | 2 624        | 3,36         |             |             |  |
|                | Christine Cavanna   | GÉ             | 2 520        | 3,23         |             |             |  |
|                | Jean Masse          | Les Verts      | 2 494        | 3,2          |             |             |  |
|                |                     |                |              |              |             |             |  |
| Inscrits       | Inscrits            | Inscrits       | 117 961      | 100,00       | 117 959     | 100,00      |  |
| Abstentions    | Abstentions         | Abstentions    | 36 761       | 31,16        | 29 987      | 25,42       |  |
| Votants        | Votants             | Votants        | 81 200       | 68,84        | 87 972      | 74,58       |  |
| Blancs et nuls | Blancs et nuls      | Blancs et nuls | 3 172        | 3,91         | 2 668       | 3,03        |  |
| Exprimés       | Exprimés            | Exprimés       | 78 028       | 96,09        | 85 304      | 96,97       |  |

Le suppléant de Maurice Janetti était Guy Menut, maire de Solliès-Toucas. Guy Menut remplaça Maurice Janetti, décédé, du 23 juillet 1999 au 18 juin 2002.

### Élections de 2002
| Candidat       | Candidat              | Parti          | Premier tour | Premier tour | Second tour | Second tour |  |
| Candidat       | Candidat              | Parti          | Voix         | %            | Voix        | %           |  |
| -------------- | --------------------- | -------------- | ------------ | ------------ | ----------- | ----------- |  |
|                | Josette Pons élue     | UMP            | 27 554       | 31,33        | 38 743      | 46,41       |  |
|                | Hélène Tudury         | FN             | 18 131       | 20,61        | 16 302      | 19,53       |  |
|                | Guy Menut sortant     | PS             | 17 959       | 20,42        | 28 433      | 34,06       |  |
|                | Claude Gilardo        | PCF            | 5 724        | 6,51         |             |             |  |
|                | Muriel Bovis          | UDF            | 4 576        | 5,2          |             |             |  |
|                | Marc Meissel          | CPNT           | 3 094        | 3,52         |             |             |  |
|                | Yves Pelletier        | Divers droite  | 2 760        | 3,14         |             |             |  |
|                | Colette Combet        | LCR            | 1 610        | 1,83         |             |             |  |
|                | Robert Silvani        | LT-LNÉ         | 1 437        | 1,63         |             |             |  |
|                | Xavier Palau          | Divers         | 1 231        | 1,4          |             |             |  |
|                | Jean-Louis Martin     | MNR            | 995          | 1,13         |             |             |  |
|                | Odile Cote            | LO             | 914          | 1,04         |             |             |  |
|                | Liliane Petric-Liubic | MÉI            | 777          | 0,88         |             |             |  |
|                | Gustave Ferrari       | GÉ             | 415          | 0,47         |             |             |  |
|                | Alain Olive           | Divers         | 378          | 0,43         |             |             |  |
|                | Guy Pascal            | Divers         | 324          | 0,37         |             |             |  |
|                | Georges de Rivas      | Divers         | 80           | 0,09         |             |             |  |
|                |                       |                |              |              |             |             |  |
| Inscrits       | Inscrits              | Inscrits       | 138 792      | 100,00       | 138 801     | 100,00      |  |
| Abstentions    | Abstentions           | Abstentions    | 48 977       | 35,29        | 53 324      | 38,42       |  |
| Votants        | Votants               | Votants        | 89 815       | 64,71        | 85 477      | 61,58       |  |
| Blancs et nuls | Blancs et nuls        | Blancs et nuls | 1 856        | 2,07         | 1 999       | 2,34        |  |
| Exprimés       | Exprimés              | Exprimés       | 87 959       | 97,93        | 83 478      | 97,66       |  |

Le suppléant de Josette Pons était Alain Brémond, médecin, maire de Rians.

### Élections de 2007
|                | Josette Pons sortante réélue | UMP                 | 50 423  | 52,03  |  |  |  |
|                | Michael Latz                 | PS                  | 17 692  | 18,25  |  |  |  |
|                | Régis Chevrot                | FN                  | 7 115   | 7,34   |  |  |  |
|                | Dominique Blanc              | UDF–MoDem           | 6 299   | 6,5    |  |  |  |
|                | Catherine Lecoq              | PCF                 | 4 192   | 4,33   |  |  |  |
|                | Robert Silvani               | LT-LNÉ              | 2 341   | 2,42   |  |  |  |
|                | Philippe Raignaul            | Extrême gauche (GA) | 2 193   | 2,26   |  |  |  |
|                | Marie-Hélène Ruiz            | CPNT                | 1 700   | 1,75   |  |  |  |
|                | Serge Fournier               | MPF                 | 1 511   | 1,56   |  |  |  |
|                | Cosette Lignon               | LO                  | 1 111   | 1,15   |  |  |  |
|                | Jean-Claude Pernoud          | Divers droite       | 686     | 0,71   |  |  |  |
|                | Marlène Klementz             | Divers              | 642     | 0,66   |  |  |  |
|                | Guy Salaun                   | MNR                 | 623     | 0,64   |  |  |  |
|                | Jean-Claude Galland          | Divers              | 391     | 0,4    |  |  |  |
|                |                              |                     |         |        |  |  |  |
| Inscrits       | Inscrits                     | Inscrits            | 163 122 | 100,00 |  |  |  |
| Abstentions    | Abstentions                  | Abstentions         | 64 477  | 39,53  |  |  |  |
| Votants        | Votants                      | Votants             | 98 645  | 60,47  |  |  |  |
| Blancs et nuls | Blancs et nuls               | Blancs et nuls      | 1 726   | 1,75   |  |  |  |
| Exprimés       | Exprimés                     | Exprimés            | 96 919  | 98,25  |  |  |  |

### Élections de 2012
| Candidat       | Candidat                     | Parti          | Premier tour | Premier tour | Second tour | Second tour |  |
| Candidat       | Candidat                     | Parti          | Voix         | %            | Voix        | %           |  |
| -------------- | ---------------------------- | -------------- | ------------ | ------------ | ----------- | ----------- |  |
|                | Josette Pons sortante réélue | UMP            | 22 420       | 35,65        | 29 027      | 60,67       |  |
|                | Armelle de Pierrefeu         | FN             | 15 707       | 24,97        | 18 820      | 39,33       |  |
|                | Delphine Van Hoorebeke       | EÉLV (PS)      | 12 990       | 20,65        |             |             |  |
|                | Gérard Bleinc                | Divers gauche  | 4 750        | 7,55         |             |             |  |
|                | Alain Bolla                  | FG (PCF)       | 3 892        | 6,19         |             |             |  |
|                | Christophe Bolla             | NC             | 1 460        | 2,32         |             |             |  |
|                | Robert Silvani               | LT-LNÉ         | 718          | 1,14         |             |             |  |
|                | Laurile Koscielski           | AÉI            | 477          | 0,76         |             |             |  |
|                | Jean-Charles Pipino          | NPA            | 267          | 0,42         |             |             |  |
|                | Sabrina Coen                 | LO             | 212          | 0,34         |             |             |  |
|                | Marianne Wasser              | Divers         | 0            | 0,00         |             |             |  |
|                |                              |                |              |              |             |             |  |
| Inscrits       | Inscrits                     | Inscrits       | 108 178      | 100,00       | 108 388     | 100,00      |  |
| Abstentions    | Abstentions                  | Abstentions    | 44 590       | 41,22        | 53 674      | 49,52       |  |
| Votants        | Votants                      | Votants        | 63 588       | 58,78        | 54 714      | 50,48       |  |
| Blancs et nuls | Blancs et nuls               | Blancs et nuls | 695          | 1,09         | 6 867       | 12,55       |  |
| Exprimés       | Exprimés                     | Exprimés       | 62 893       | 98,91        | 47 847      | 87,45       |  |

### Élections de 2017
Les élections législatives françaises de 2017 ont eu lieu les dimanches 11 et 18 juin 2017.
|                                                                    |                                                                                  |                           |                           |                          |                          |
|                                                                    |                                                                                  | Premier tour 11 juin 2017 | Premier tour 11 juin 2017 | Second tour 18 juin 2017 | Second tour 18 juin 2017 |
|                                                                    |                                                                                  |                           |                           |                          |                          |
|                                                                    |                                                                                  | Nombre                    | % des inscrits            | Nombre                   | % des inscrits           |
| Inscrits                                                           | Inscrits                                                                         | 118 406                   | 100,00                    | 118 392                  | 100,00                   |
| Abstentions                                                        | Abstentions                                                                      | 64 300                    | 54,30                     | 70 593                   | 59,63                    |
| Votants                                                            | Votants                                                                          | 54 106                    | 45,70                     | 47 799                   | 40,37                    |
|                                                                    |                                                                                  |                           | % des votants             |                          | % des votants            |
| Bulletins blancs                                                   | Bulletins blancs                                                                 | 771                       | 1,42                      | 2 778                    | 5,81                     |
| Bulletins nuls                                                     | Bulletins nuls                                                                   | 324                       | 0,60                      | 1 109                    | 2,32                     |
| Suffrages exprimés                                                 | Suffrages exprimés                                                               | 53 011                    | 97,98                     | 43 912                   | 91,87                    |
|                                                                    |                                                                                  |                           |                           |                          |                          |
| Candidat Étiquette politique (partis et alliances)                 | Candidat Étiquette politique (partis et alliances)                               | Voix                      | % des exprimés            | Voix                     | % des exprimés           |
|                                                                    |                                                                                  |                           |                           |                          |                          |
|                                                                    | Valérie Gomez-Bassac La République en marche                                     | 18 133                    | 34,21                     | 24 541                   | 55,89                    |
|                                                                    | Jérôme Rivière Front national (Debout la France)                                 | 13 661                    | 25,77                     | 19 371                   | 44,11                    |
|                                                                    | Marc Lauriol Les Républicains (Union des démocrates et indépendants)             | 8 057                     | 15,20                     |                          |                          |
|                                                                    | Jill Caziconstantinos La France insoumise                                        | 5 538                     | 10,45                     |                          |                          |
|                                                                    | Cécile Laublet Parti socialiste (Europe Écologie Les Verts)                      | 1 269                     | 2,39                      |                          |                          |
|                                                                    | Maryse Rétali Divers droite (Confédération pour l'homme, l'animal et la planète) | 1 094                     | 2,06                      |                          |                          |
|                                                                    | Laurent Carratala Parti communiste français                                      | 1 083                     | 2,04                      |                          |                          |
|                                                                    | Didier Cade Régionaliste                                                         | 980                       | 1,85                      |                          |                          |
|                                                                    | Laurent Lopez Extrême droite                                                     | 838                       | 1,58                      |                          |                          |
|                                                                    | Gilles Fournel Extrême droite (Union des patriotes)                              | 602                       | 1,14                      |                          |                          |
|                                                                    | Hélène Lion Écologiste (Alliance écologiste indépendante)                        | 545                       | 1,03                      |                          |                          |
|                                                                    | Marc d'Amato Parti radical de gauche                                             | 499                       | 0,94                      |                          |                          |
|                                                                    | Cédric Carasco Divers (Union populaire républicaine)                             | 388                       | 0,73                      |                          |                          |
|                                                                    | Hélène Delage Lutte ouvrière                                                     | 223                       | 0,42                      |                          |                          |
|                                                                    | Frédéric Weber Divers droite (La France qui ose)                                 | 101                       | 0,19                      |                          |                          |
| Source : Ministère de l'Intérieur - Sixième circonscription du Var |                                                                                  |                           |                           |                          |                          |

### Élections de 2022
|                                                    |                                                                                      |                           |                           |                          |                          |
|                                                    |                                                                                      | Premier tour 12 juin 2022 | Premier tour 12 juin 2022 | Second tour 19 juin 2022 | Second tour 19 juin 2022 |
|                                                    |                                                                                      |                           |                           |                          |                          |
|                                                    |                                                                                      | Nombre                    | % des inscrits            | Nombre                   | % des inscrits           |
| Inscrits                                           | Inscrits                                                                             | 127 507                   | 100                       | 127 524                  | 100                      |
| Abstentions                                        | Abstentions                                                                          | 68 652                    | 53,84                     | 70 584                   | 55,35                    |
| Votants                                            | Votants                                                                              | 58 855                    | 46,16                     | 56 940                   | 44,65                    |
|                                                    |                                                                                      |                           | % des votants             |                          | % des votants            |
| Bulletins blancs                                   | Bulletins blancs                                                                     | 799                       | 1,36                      | 2689                     | 4,72                     |
| Bulletins nuls                                     | Bulletins nuls                                                                       | 254                       | 0,43                      | 846                      | 1,49                     |
| Suffrages exprimés                                 | Suffrages exprimés                                                                   | 57 802                    | 98,21                     | 53 405                   | 93,79                    |
|                                                    |                                                                                      |                           |                           |                          |                          |
| Candidat Étiquette politique (partis et alliances) | Candidat Étiquette politique (partis et alliances)                                   | Voix                      | % des exprimés            | Voix                     | % des exprimés           |
|                                                    |                                                                                      |                           |                           |                          |                          |
|                                                    | Frank Giletti Rassemblement national                                                 | 19 832                    | 34,31                     | 30 238                   | 56,62                    |
|                                                    | Valérie Gomez-Bassac* Ensemble                                                       | 13 988                    | 24,20                     | 23 167                   | 43,38                    |
|                                                    | Alain Bolla Nouvelle Union populaire écologique et sociale Parti communiste français | 10 289                    | 17,80                     |                          |                          |
|                                                    | Élisabeth Lalesart Reconquête                                                        | 4 366                     | 7,55                      |                          |                          |
|                                                    | Jean-Michel Constans Les Républicains                                                | 3 619                     | 6,26                      |                          |                          |
|                                                    | Laurence Luccioni Écologistes                                                        | 1 365                     | 2,36                      |                          |                          |
|                                                    | Didier Cade Régionalistes                                                            | 958                       | 1,66                      |                          |                          |
|                                                    | Chantal Lopez Debout la France                                                       | 884                       | 1,53                      |                          |                          |
|                                                    | Joël Virriat Écologie au centre                                                      | 849                       | 1,47                      |                          |                          |
|                                                    | Hervé Rigaud Parti animaliste                                                        | 687                       | 1,19                      |                          |                          |
|                                                    | Jean-Christophe Thiery Sans étiquette                                                | 418                       | 0,72                      |                          |                          |
|                                                    | Louis Gueyrard Lutte ouvrière                                                        | 334                       | 0,58                      |                          |                          |
|                                                    | Daniel Rogier Parti ouvrier indépendant démocratique                                 | 213                       | 0,37                      |                          |                          |
| * Députée sortante                                 |                                                                                      |                           |                           |                          |                          |

### Élections de 2024
| Candidat                 | Candidat                 | Parti et coalition       | Nuances                  | Premier tour | Premier tour |
| Candidat                 | Candidat                 | Parti et coalition       | Nuances                  | Voix         | %            |
| ------------------------ | ------------------------ | ------------------------ | ------------------------ | ------------ | ------------ |
|                          | Frank Giletti            | RN                       | RN                       | 45 882       | 53,51        |
|                          | Fabrice Albert           | UDI (ENS)                | UDI                      | 15 451       | 18,02        |
|                          | Sylvie Vinceneux         | PCF (NFP)                | UG                       | 14 683       | 17,12        |
|                          | Frédéric Herbaut         | LR                       | LR                       | 5 527        | 6,45         |
|                          | Didier Cade              | OP (R&PS)                | REG                      | 1 968        | 2,30         |
|                          | Sandra Cahoreau          | REC                      | REC                      | 1 508        | 1,76         |
|                          | Louis Gueyrard           | LO                       | EXG                      | 726          | 0,85         |
|                          |                          |                          |                          |              |              |
| Votes valides            | Votes valides            | Votes valides            | Votes valides            | 85 745       | 97,47        |
| Votes blancs             | Votes blancs             | Votes blancs             | Votes blancs             | 1 614        | 1,83         |
| Votes nuls               | Votes nuls               | Votes nuls               | Votes nuls               | 610          | 0,69         |
| Total                    | Total                    | Total                    | Total                    | 87 969       | 100          |
| Abstention               | Abstention               | Abstention               | Abstention               | 40 889       | 31,73        |
| Inscrits / participation | Inscrits / participation | Inscrits / participation | Inscrits / participation | 128 858      | 68,27        |

#### Département du Var
- La fiche de l'INSEE de cette circonscription : « Tableaux et Analyses de la sixième circonscription du Var », sur insee.fr, site de l'Institut national de la statistique et des études économiques (consulté le 10 juin 2007) [PDF]

- « Tous les députés du département du Var depuis 1789 », sur assemblee-nationale.fr, site de l'Assemblée nationale française (consulté le 10 juin 2007)

- « Informations contentieuses sur le département du Var (Élections législatives de 2002) »(Archive.org • Wikiwix • Archive.is • Google • Que faire ?), sur conseil-constitutionnel.fr, site du Conseil constitutionnel (consulté le 13 juin 2007)

#### Circonscriptions en France
- « Carte des circonscriptions législatives en France », sur assemblee-nationale.fr, site de l'Assemblée nationale française (consulté le 10 juin 2007)

- « Résultats électoraux officiels en France »(Archive.org • Wikiwix • Archive.is • Google • Que faire ?), sur interieur.gouv.fr, site du ministère de l'Intérieur (France) (consulté le 13 juin 2007)

- Description et Atlas des circonscriptions électorales de France sur Atlaspol, site de cartographie géopolitique, consulté le 13 juin 2007.